# Pietro Guerra
Pietro Guerra (* 28. června 1943 San Pietro di Morubio) je bývalý italský cyklista. S italským družstvem vyhrál amatérskou časovku na 100 km na mistrovství světa v silniční cyklistice 1964 a 1965, v roce 1966 skončil na třetím místě. Na olympiádě 1964 získal v časovce družstev stříbrnou medaili. Zúčastnil se Závodu míru 1966, kde vyhrál dvě etapy, tři dny jel ve žlutém trikotu vedoucího závodníka a celkově obsadil páté místo.
V roce 1966 se stal profesionálem, startoval pětkrát na Giro d'Italia (nejlépe skončil na 32. místě v roce 1967) a pětkrát na Tour de France (nejlépe na 68. místě v roce 1971), vyhrál jednu etapu na Giru a jednu na Vuelta a España, v roce 1972 zvítězil v celkové klasifikaci Giro di Romagna. Také se stal mistrem Itálie v dráhovém stíhacím závodě jednotlivců 1971 a 1972, na mistrovství světa v dráhové cyklistice skončil čtvrtý v letech 1968 a 1972.